# 勝部演之
胜部 演之（日语：かつべ のぶゆき，1938年5月23日—）是日本东京都出身的演员及配音员。
胜部演之目前隶属于演剧集团圆。他于庆应义塾大学经济学部毕业。